# استفانی جاکوبسن
استفانی جاکوبسن (انگلیسی: Stephanie Jacobsen؛ زادهٔ ۲۲ ژوئن ۱۹۸۰) یک هنرپیشه اهل استرالیا است. وی از سال ۲۰۰۰ میلادی تاکنون مشغول فعالیت بوده‌است.
از فیلم‌ها یا برنامه‌های تلویزیونی که وی در آن نقش داشته است می‌توان به نابودگر: ماجراهای سارا کانر اشاره کرد.